# 南蠻貿易

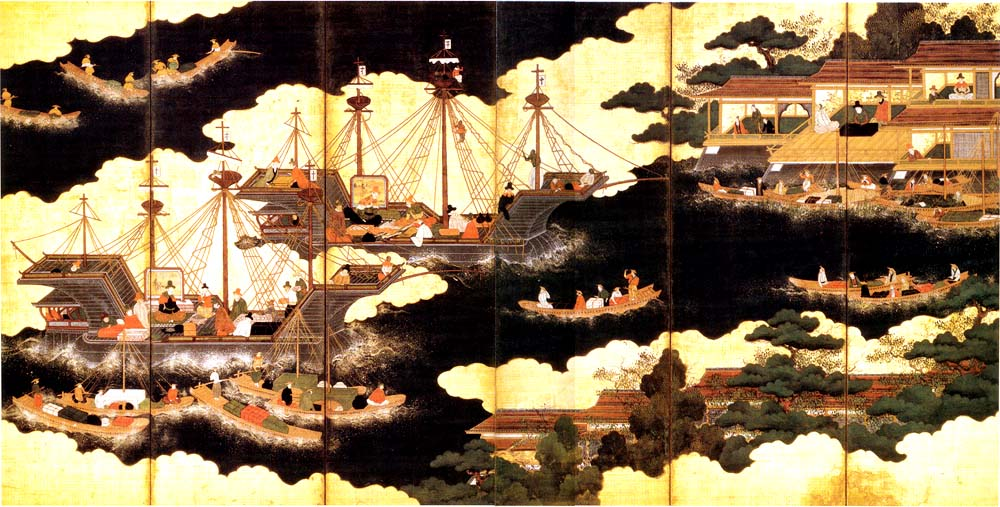
到達日本的南蠻船（十六世紀油畫）

南蠻貿易（日语：南蛮貿易）是安土桃山時代（16世紀中期—17世紀初期）的日本與葡萄牙、西班牙等國商人之間进行的貿易，其也為葡人和西班牙人當時環繞世界的貿易網之一部分，聯繫里斯本到非洲開普敦、印度、中國和美洲。在1557年澳門開埠後，葡萄牙人以其為據點，連接從里斯本、果阿、馬六甲，和廣州，再至長崎的貿易線。1580年葡萄牙受西班牙國王統治後，隨之再聯通墨西哥、馬尼拉到澳門的航線。由於該貿易網絡聯通澳門的航線，以日本出產的白銀和中國的絲綢為主要貨物，因此這些航線又稱為「海上銀絲之路」。葡萄牙人在與日本長崎的貿易中，只不過是充當亞洲貿易中介商的角色，該貿易路線實質大都是中日貿易，葡萄牙人介於日本、中國間的轉口貿易之中獲得鉅額的利潤。
在「發現」日本前，葡人在印度沿岸和馬六甲建立了據點。澳門據點建立不久後，日本長崎也被開發成貿易港口——時日本為葡萄牙在亞洲打通的最後一個要道，由此該貿易網絡便串聯整個亞洲；西班牙在菲律賓的馬尼拉建立基地，與美洲大陸互有往來，就此該貿易網絡通過馬尼拉和美洲聯繫起來。:72～73西葡合併後亞洲商品也通過澳門、馬尼拉轉運到美洲。史學者諾美林克 ‧ 諾 伊羅弗茨（Meilink. Roelofsz）曾感歎：「葡人在世界範圍的貿易活動，促使他們在全球建立殖民地和據點。他們對中、日（長崎）貿易的開發意味着世界貿易網路的初步形成。」:119將該南蠻貿易及其他航線相互聯繫，在一起即可呈現近現代世界交通和貿易網的最初框架。
長崎得益於南蠻貿易逐漸興盛，日本統治者開始注意此港，並將其當作發展對外關係的重鎮來管理。而長崎長久被耶穌會控制，被擔心可能會淪為葡屬殖民地，到豐臣秀吉統治時期，他認定長崎是重要的港口和戰略要地，必須收回而不能被外國人控制。1587年秀吉宣佈收回長崎主權後，加強對當地的行政管轄權威，但因念及長崎在國外已有一定知名度，為了保障貿易順利開展，沒有進一步限制長崎繼續南蠻貿易，「但也不允許長崎獲得像歐洲城市那樣的自治權」:330 。德川幕府統一日本後，為方便管治及限制外國人在日本的發展，將所有的外貿活動都集中於長崎、平戶兩地。到1637年爆發島原天主敎徒起義後，加速幕府推行排除對外貿易的政策，在1639年幕府下最後鎖國令建立鎖國體制，宣告南蠻貿易的結束。

## 名稱
「南蠻」在中古（「中世」）至近代以前的日本用以指稱東南亞地區，並引申用以稱呼在印度至東南亞的港口與島嶼建立殖民地和貿易據點並試圖向東北亞擴展交易範圍的葡萄牙、西班牙等國。由此數國傳來的物品、文化等亦被冠以「南蠻」之名。進入明治時代後，此詞逐漸淡出普通使用，一般僅出現在歷史相關場合。

## 形成前的背景
歷史上南蠻貿易的產生，跟中葡、中日等之間相互關係的變化有所關聯：
唐朝以來中國商船原本發展出一面從日本到占婆與爪哇的貿易網絡，日本船隻其後也開始向中國進發展開定期貿易，直到明代治下十六世紀，日本海盜對中國、朝鮮沿海商船與港口的攻擊愈來愈嚴重，至1547年明朝政府海禁，中斷所有與日本的直接貿易。兩地直接貿易陷入僵局，兩國貿易遂轉由海上代理人進行。
而葡萄牙人繞過非洲，抵達印度洋後，於16世紀上半葉進攻印度洋的港口城市並在那裡建立基地。葡萄牙從非洲東海岸到亞洲的貿易由位於印度果阿的葡屬印度政府控制。當印度總督阿方索·德·阿爾布克爾克佔領東南亞貿易中心馬六甲蘇丹國時，他下令屠殺所有阿拉伯穆斯林商人。來自馬六甲古吉拉特邦的穆斯林商人逃離葡萄牙，遷移到東南亞各地。:68之後葡萄牙商人嘗試直接與明朝進行正式貿易，但第一個登陸的歐華利身為私人商人，不被許可朝貢貿易，當托梅·皮雷斯派遣使者尋求外交關係時，由於佔領馬六甲造成的負面宣傳而失敗。此外與在印度洋一樣，葡萄牙人試圖透過軍事力量建立貿易基地，但被明軍擊敗。此後葡萄牙人轉向進行走私活動。:122一些葡萄牙人選擇登上中國船隻進行活動，被明廷和朝鮮王朝稱作佛朗機並等同於倭寇視之:30，由此也遭受到明軍以針對倭寇名義的襲擊:25。直到1540年代為止局面才有所改觀，因為葡萄牙人有能力協助明廷打擊海盜。

### 文化接觸

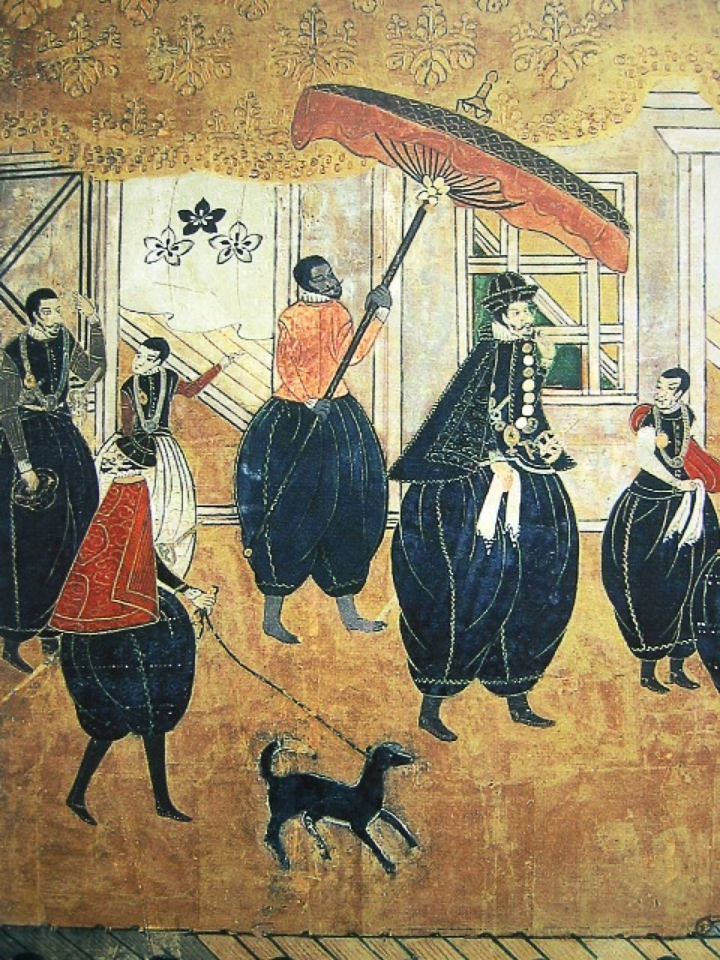
來到日本的葡萄牙人，十七世紀

#### 日本對歐洲人的記錄
由於習慣的不同，日本人起初對歐洲人比較輕視。但很快，日本人採用了歐洲人的若干技術與文化，如軍事（火繩槍、板甲、造船技術），宗教（基督教），裝飾藝術及語言（外來辭彙）等方面。
日本統治者信賴任用一些歐洲人，甚至給予他們武士的地位（如威廉·亞當斯）和領地。

#### 歐洲人對日本的記錄
文藝復興時期的歐洲人比較仰慕日本。由於馬可波羅的紀錄，他們認為日本擁有較多的貴金屬。日本也有較多的地表礦藏。此時期日本是銅與銀的重要出口國。
日本被認為是一個高度成熟的封建社會，有著比較發達的文化和技術。人口較多，城市化程度高。當時日本的手工業和冶金技術使歐洲人讚嘆。武士的軍事力量也得到歐洲人的重視。在香料群島的對英戰役中，荷蘭人亦有雇用日本武士的紀錄。

## 貿易路線開拓及往來

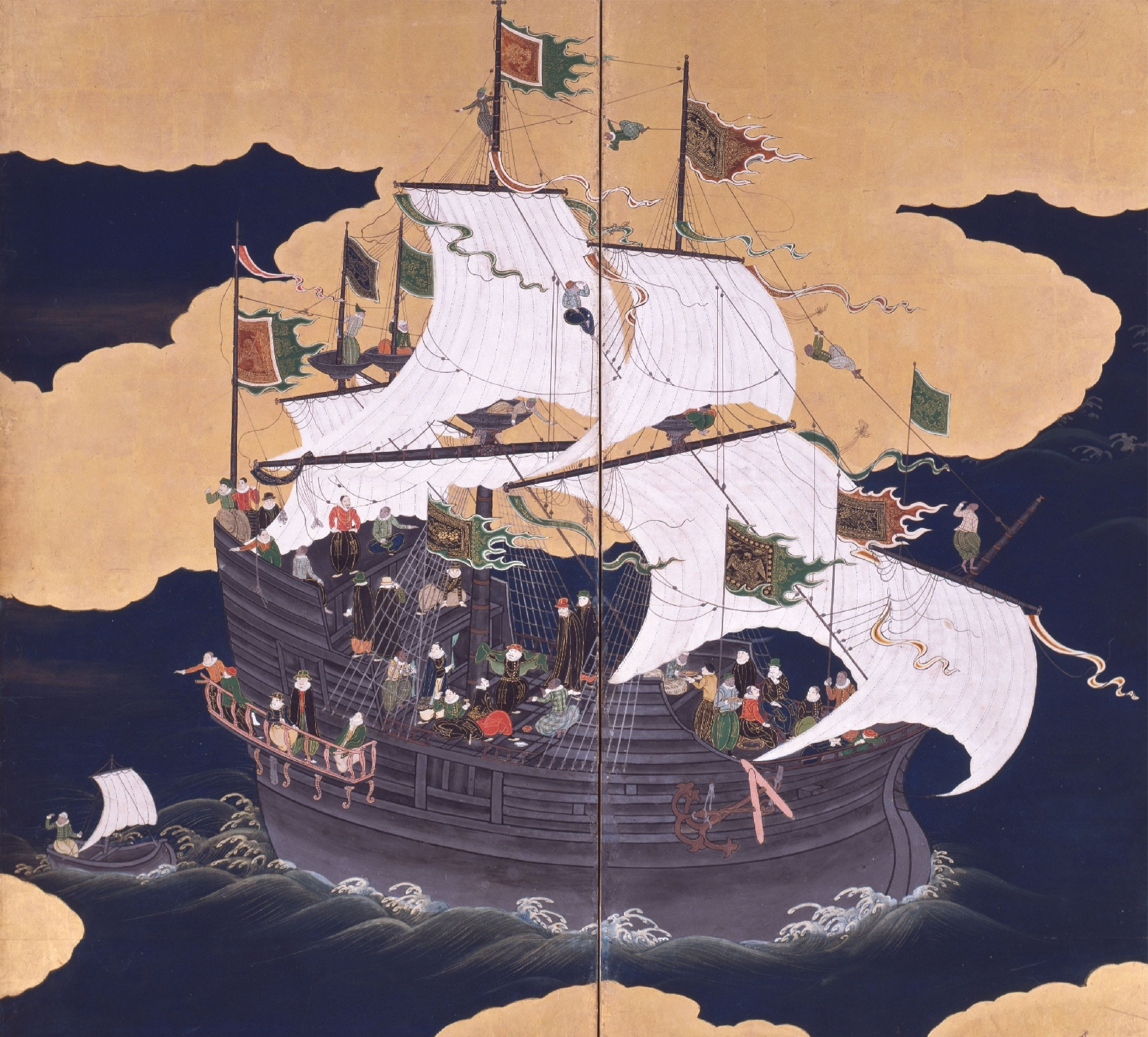
長崎的葡萄牙卡瑞克帆船，十七世紀。

1543年，一艘由海商王直率領的中國戎克船漂流到至種子島，船上載著葡萄牙人，由此開啟了琉球貿易。他們由一位教士與一位琉球女子協助他們翻譯漢語與葡萄牙語。種子島氏當主是年僅十五歲的種子島時堯。時堯對歐洲蠻人很有興趣，尤其對他們的火槍留下深刻印象。葡商船之前一年抵達過琉球王國，但琉球人得知葡船攻擊並佔領馬六甲，因而拒絕與之交易。
萄牙船隻的船長之一豪爾赫·阿爾瓦雷斯（並非上述最早登陸明朝中國的那位）將因在山川殺人而苦惱的彌次郎（ヤジロウ）帶到澳門，並把他介紹給正在印度果阿傳教的方濟各·沙勿略，讓他懺悔罪過。據說這成為了沙勿略訪日的契機。彌次郎據說是日本第一位基督徒。 沙勿略抵達日本三津之一的薩摩國的坊津，在日本傳播基督教，之後又前往平戶、山口和豐後國開始傳教：該貿易所用港口始於平戶和豐後，葡萄牙船隻最初1550年來航松浦隆信領下的平戶。九州的諸大名也接受了與葡萄牙的貿易，地方領主允許耶穌會士自由傳教，成立小型教會，藉此取得武器與葡萄牙貿易船隻帶來的可觀收益。肥前國的松浦隆信在平戶接待了王直及葡萄牙人，薩摩國的島津氏也支持日本商人（對外貿易），葡萄牙船隻開始頻繁來訪日本。杜阿爾特·達·伽馬、路易斯·德·阿爾梅達和門德斯·平託等商人與耶穌會士合作，組織起葡萄牙人。:124
而葡萄牙人1540年代開始協助明廷，用戰艦驅趕賊寇，保護交通要道，因此在1550年代獲邀從珠江三角洲附近的上川島進行朝貢貿易，建設倉儲設施，保護走海路而來的船貨，並加以乾燥。葡萄牙總督慢慢建起聚落與一座設有防禦工事的村子。葡萄牙皇家艦隊也參與了打擊走私和海盜的活動，其指揮官萊昂內爾·德·索薩之後獲明朝允許登陸澳門。最終，葡萄牙人開始在澳門定居，並與廣州副使處達成協議獲得居住權，條件是繳納土地稅。1557年葡屬澳門正式建立為基地，以其為據點，開始進行日本、中國和葡萄牙之間的貿易。:124

### 正式形成定期貿易
開始葡日之間直接交往後，葡萄牙商人在日本很快就代替了以前中國的走私商。:118葡萄牙人刻意經營澳門，大力發展轉手貿易，使澳門對外貿易迅速發展，這也是葡萄牙通過澳門對日本貿易的一個重要條件；從商業貿易的利益來看，葡屬澳門以葡萄牙商人通過經營廣州─澳門─長崎的貿易線，與日本間進行該貿易活動而繁盛。由於中國商人不得直接與日本貿易，葡萄牙人因此獲得難以想像的獨占權：他們有權一年一度用一艘上千噸的大船──克拉克式帆船，往來於澳門與長崎之間，載運商品。
1557年開始，葡萄牙政府的官許船開始正式來航平戶。1561年在平戶港發生了葡萄牙船員被殺害的宮前事件，於是葡萄牙人另覓據點，將貿易據點先後遷往大村純忠領下的横瀬浦（今西海市）、福田浦（今長崎市福田本町）、口之津（今南島原市口之津町）等地。
為尋求支援以應對敵對大名威脅和臨繼承鬥爭，1562年大村純忠邀請耶穌會傳教士與葡萄牙商人來到自己領地，並且在隔年成為首位信仰基督教的大名，並得到葡萄牙戰艦與武器的奧援。後葡萄牙人選定長崎作為貿易據點，大村純忠在1570年再開放長崎為對外貿易港。翌年，葡萄牙商船首次來航長崎。此後，葡萄牙商船固定每年來航長崎，長崎作為葡萄牙的貿易港逐漸發展起來。而1580年時大村純忠正式把長崎「讓渡」給耶穌會，只保留收取關稅的權利。
織田信長與豐臣秀吉政權基本上對南蠻貿易取支持態度。西班牙繼葡萄牙之後也經由美洲大陸開闢了太平洋的航路，以呂宋島馬尼拉為據點前來日本進行貿易。德川家康對對西貿易持積極態度，曾在1610年派遣京都的商人田中勝介前往西班牙統治下的墨西哥。此外為了獨占與葡商交易生絲的利益，幕府於1604年建立了「絲割符制度」，只允許特定的商人集團輸入和向國內商人售賣生絲。家康當政時取締基督教但允許貿易。

### 荷蘭人的加入
荷蘭人被日本人稱為「紅毛人」，與葡萄牙等南歐人被稱為「南蠻人」不同。1600年荷蘭人搭乘Liefde號意外漂流來到日本九州。1605年，兩名荷蘭人受德川家康委託前往北大年王國（在馬來半島東北部），邀請荷蘭人來日交易。因忙於應付與葡萄牙在東南亞的對立，當時的荷蘭商務據點的管理官並未接受。但1609年荷蘭人Jacques Specx率兩艘船到達平戶，並獲得德川家康的朱印狀許可進行貿易。直到1641年平戶荷蘭商館遷移到出島為止的30年間，平戶一直作為日本最大的南蠻貿易港之一而繁榮著。荷蘭同時也參與海盜活動與海戰，以削弱西葡在太平洋的勢力，並最終成為之後兩個世紀日本唯一許可作交易的歐洲國家。交易地點在長崎出島。

### 衰落至終結
由於天主敎勢力在日本的日益壯大，威脅到日本幕府德川家康及其繼承者的統治，到17世紀初，便開始了迫害天主敎徒、驅逐傳敎士和禁止天主敎的行動。後來為進一步禁止基督教並防止西部的大名擴張勢力，幕府開始限制與外國的貿易。交易地點被限制在平戶與長崎。1624年西班牙商船被禁止來日。
此外，由於荷蘭人的妒忌心理導致其從中作梗，使葡萄牙在日本的勢力於1636年遭到致命打擊：是年荷蘭人聲稱在截獲的一艘開往葡萄牙的船上發現一封由日本基督徒摩洛寫給西班牙和葡萄牙國王的信，信上聲稱在歐洲軍隊的協助下，日本會從偶像崇拜中解放出來，而人數已經很多的日本基督徒會促成這個計劃的實現:119。
到1637年爆發島原天主敎徒起義後，幕府加緊執行禁敎政策，屠殺敎徒。1639年，幕府下最後鎖國令建立鎖國體制，禁止與外國貿易而終結南蠻貿易，各國商人敎士等都被驅逐，只許中、荷兩國在長崎通商。是年葡萄牙人被全部驅逐出日本。大批受驅逐的葡籍耶穌會士紛紛來到澳門，繼續從事傳敎活動，而大量遭受迫害的日本基督徒也來到澳門，把它當作庇難所，澳門之後成為許多日本殉道者的安息之地。
隨著葡日交往中斷，澳門作為葡日交往中介的黃金時代也宣告結束。

## 貿易事業
據《利瑪竇中國劄記》載，在此段貿易中，葡萄牙商人會每年參與在廣州舉行的兩次交易會，在每年一月，葡萄牙的中日貿易船隊抵達澳門港，再前往廣州銷售印度和東南亞的貨物如香料、藥材和布料等，以換取絲綢、茶葉等貨物，再前往日本長崎把中國貨物換取白銀等。之後，貿易船隊乘季風返回澳門，並且參與六月在廣州的第二次交易會，用白銀及其他日本貨物換取中國貨物。最後，葡萄牙的貿易船隊帶着中國和日本的貨物返回馬六甲或果阿出售。
葡萄牙對日貿易的利潤主要來源於用中國的絲綢換取日本的白銀，當時中國對白銀有一種似乎不能滿足的需要，而日本的銀價相對較低；日本人儘管自己也能生產絲綢，但對質地優良的中國絲綢仍舊大量需求。葡萄牙商人便通過澳門這個港口，利用中國和日本不同的需求，獲取200%到300%的豐厚利潤。:119而葡萄牙人從長崎送回澳門的貨物主要是白銀，如萬曆十四年周元瑋曾記載: 「廣屬香山(澳)為海舶出入襟喉，每一舶至，常持萬金，並海外珍異諸物，多有至數萬者。」；顧炎武《天下郡國利病書》載「自倭回者必候九十月間風汛且日本無貨祗有金銀」據統計從1585～1630年間，平均每年由長崎輸入澳門的白銀達1,354,454兩。直至1636年號稱對日貿易衰竭時期，由長崎赴澳門的葡萄牙船四艘，仍舊載有2,350,000萬兩白銀，佔貿易隆盛時期日本輸出白銀總額的二分之一。

### 技術與文化交流

#### 火繩槍
火繩槍（種子島）為模仿葡萄牙槍製造。1543年三名葡萄牙人隨中國船漂流至種子島，從而引入了火繩槍。此種槍也因而得名為「種子島」。事實上約270年前火藥的使用已由中國傳入，日本人已在使用更為原始的槍械（稱為「鐵砲」）。但葡萄牙槍較輕且有火繩式槍機（matchlock），故較易瞄準。
當時日本正處於戰國紛亂之中。織田信長在軍中廣泛使用火繩槍，並主要依此贏得長篠之戰的勝利。在火繩槍傳入後一年之內，日本的劍工與鐵匠已成功複製並大量製造。僅五十年後，十六世紀末時，火槍已經在日本的軍隊中非常普遍，據說普及程度一度超過了歐洲的軍隊。火槍在豐臣秀吉與德川家康統一日本的過程中及1592和1597年的侵朝戰爭中發揮了重要作用。

#### 朱印船
歐洲的船隻（蓋倫帆船）也對日本造船業有較大影響，也引發了日本人航行遠海。
幕府設立了「朱印船」體制，向商人頒發朱印狀（海外出航許可證）。此種朱印船包含了蓋倫帆船的許多設計特點如帆、舵及砲的設置等。大量日本商人乘朱印船航至東南亞港口甚至參與當地事務，如成為泰國將領的山田長政與《天竺渡海物語》的作者天竺德兵衛。
十七世紀初期，幕府在外國人幫助下製造了數艘南蠻式船隻，兩次穿越太平洋航至西班牙領墨西哥。

### 其他影響
其他影響如：
- 南蠻胴，歐式鎧甲，上下連體。
- 南蠻美術，南蠻題材或風格的日本美術作品。
- 南蠻畫，日本美術風格之一。
- 南蠻漆器，葡萄牙風格漆器，十六世紀後期非常流行。
- 南蠻菓子，以葡萄牙或西班牙方法製作的甜點，如卡斯提拉、金平糖等。
- 南蠻寺，京都最早的基督教堂。
- 南蠻燒，麵粉包裹著小魚油炸的一種料理，也是日本有名的料理天婦羅之由來。

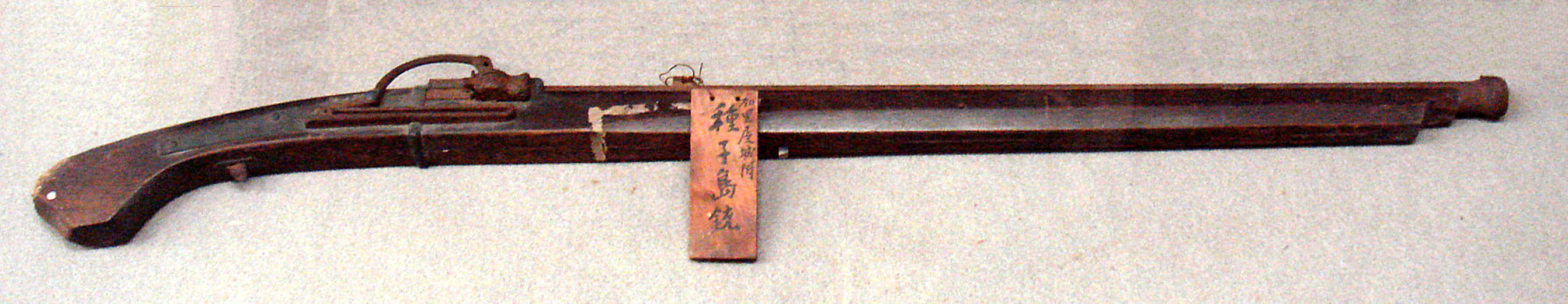
種子島銃
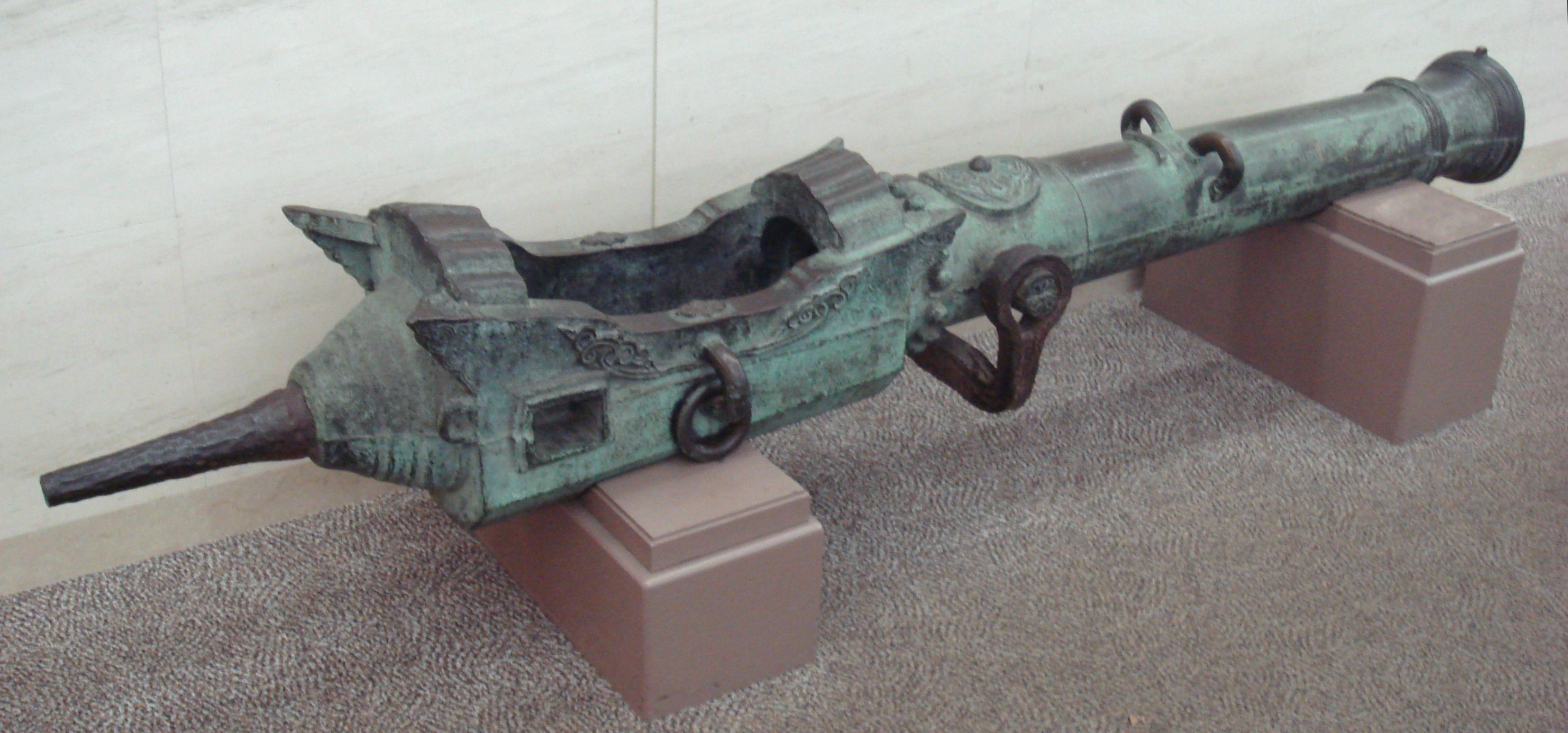
仏郎機砲
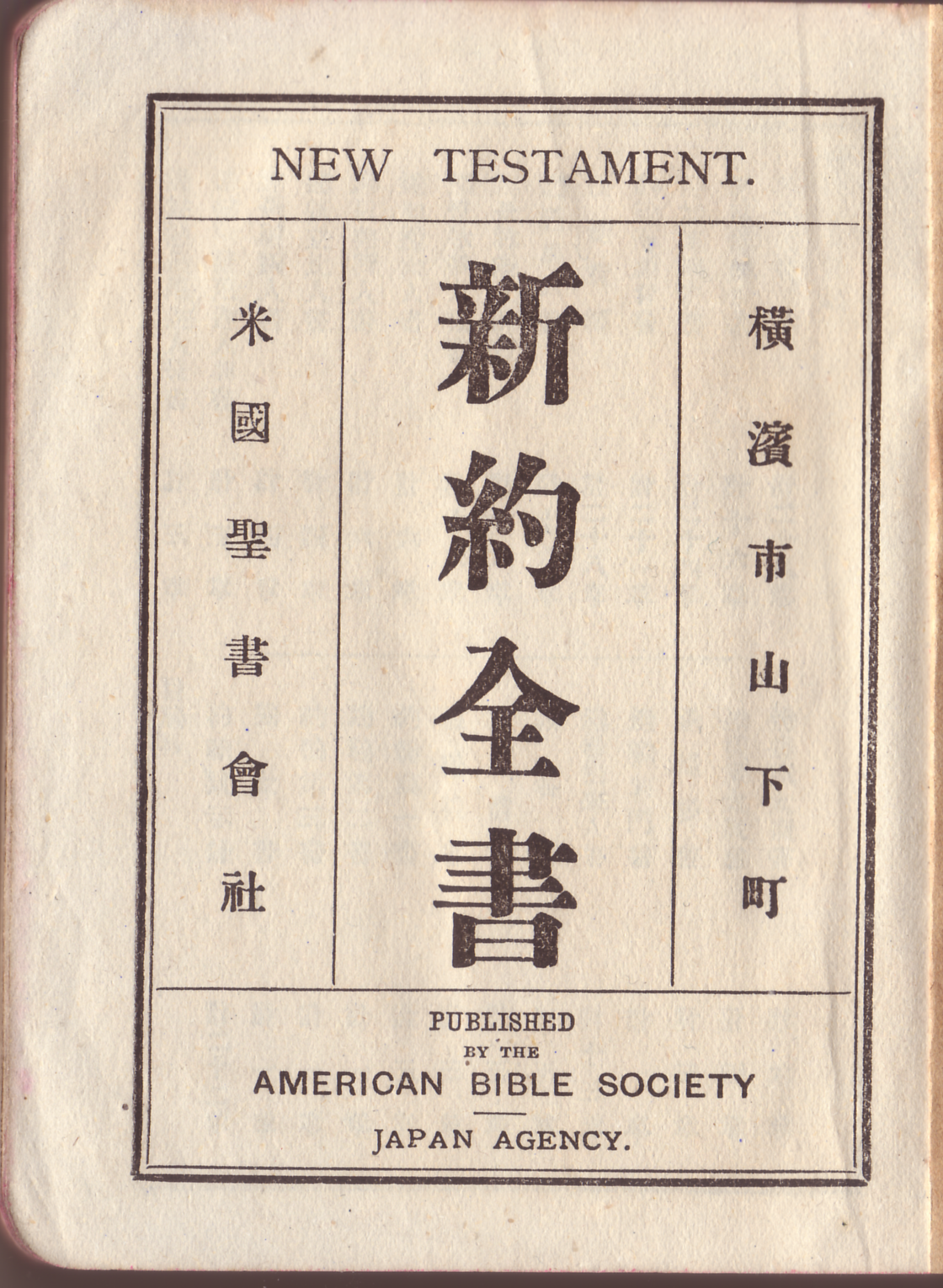
聖經 (1904)
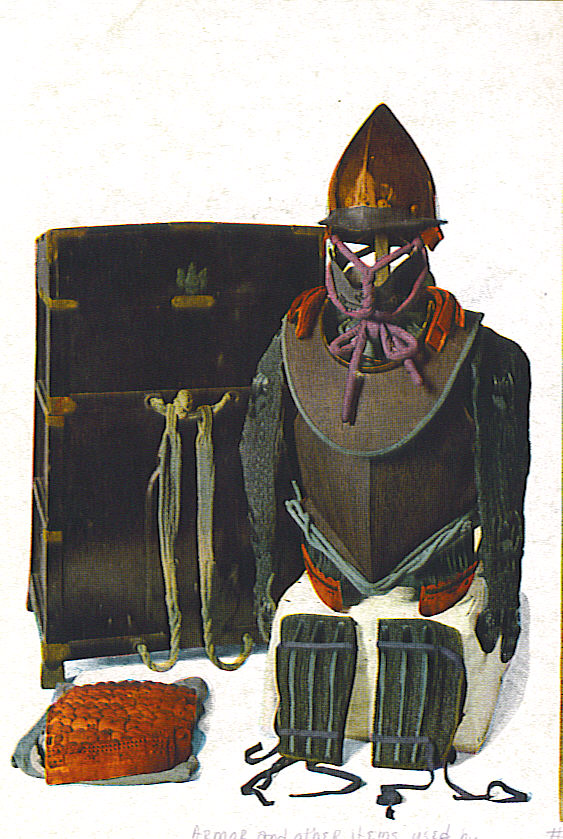
南蠻胴（歐式鎧甲）
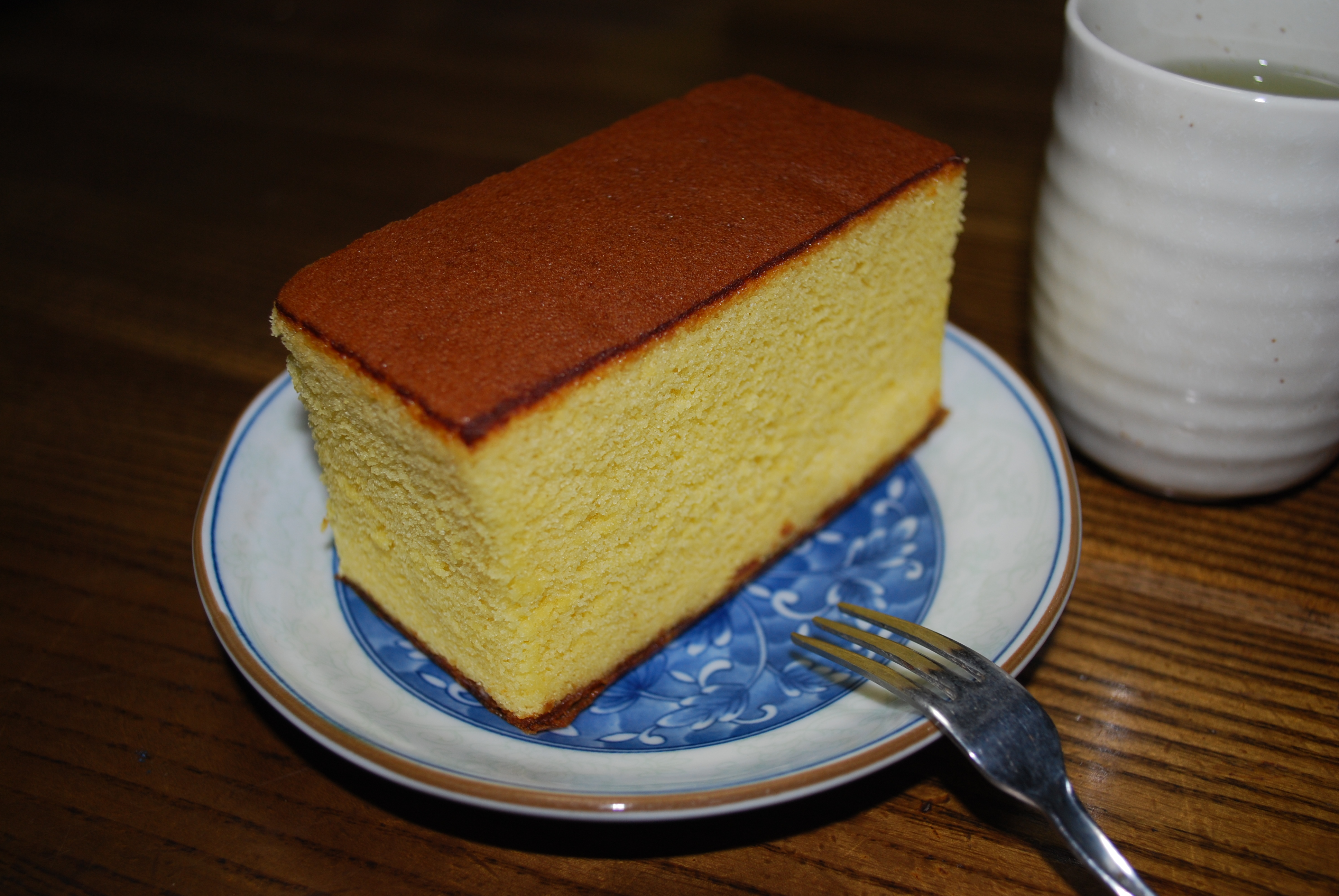
卡斯提拉 (カステラ)
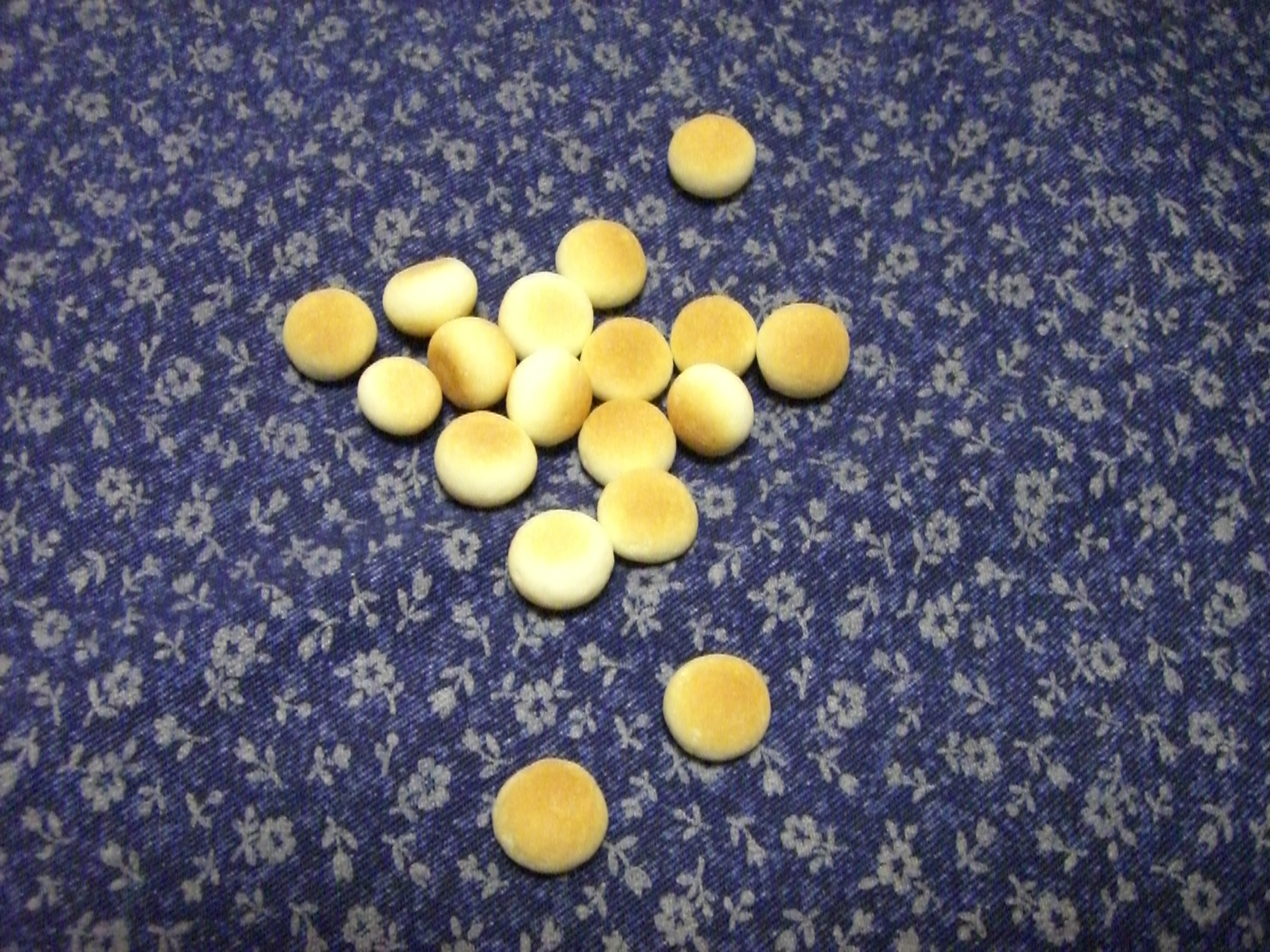
葡萄牙蛋糕（丸ボロ）

## 葡人被驅逐後恢復關係的嘗試
葡萄牙人在1639年失去與日本的直接聯繫後，曾為重新打開局面、恢復貿易和傳敎自由而採取過幾次行動：1640年澳門議事會率先派遣四位卓越人士出使日本，調解矛盾。到達日本長崎後，當地商人拒絕了本應屬於他們的四十萬兩白銀，而這些使者連同其餘五、六十人一道被處死，只有十二人保全性命返回，將此噩耗帶回澳門。葡萄牙國王約翰四世時期，派使臣斯奎瓦（Gonçalo de Siqueira）出使日本通報其登極一事，日本政府下令不准對使者有任何傷害，但命令其安靜地離開。於1685年的最後一次嘗試，是以當年有十二名日本商人被風暴吹到澳門附近而被葡萄牙人救起，澳門議事會欣喜地將此事看成是上帝關於將在日本重新開始傳敎和貿易的旨意，於是派專人護送十二人回國，但得到的是更嚴厲的答覆：葡萄牙船隻不准再以任何藉口在日本海岸出現。:120～121

## 年表

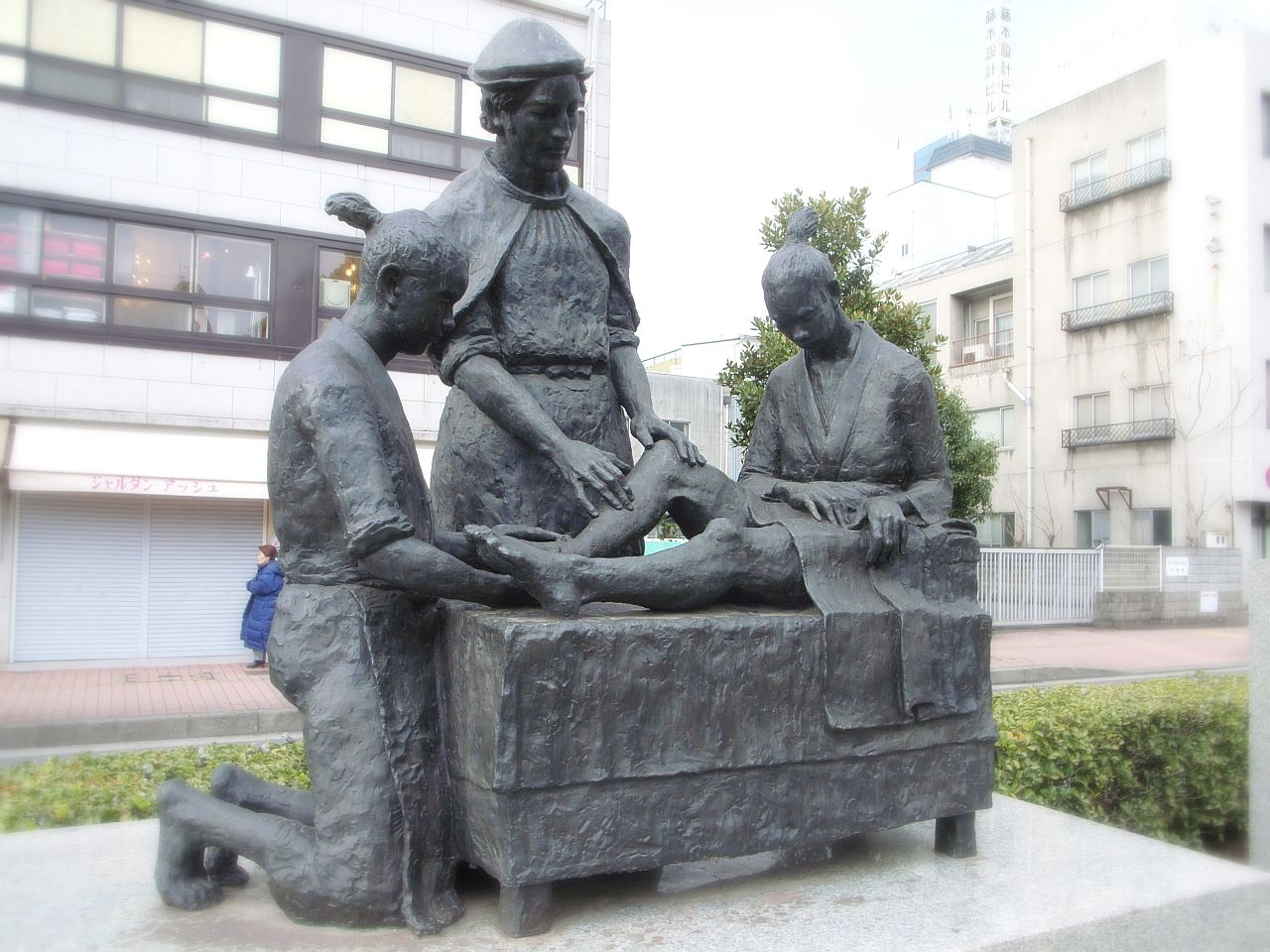
阿魯梅達在府内開設日本第一間西式醫院（1557年）

- 1542年：葡萄牙人隨明船漂流至種子島。鐵砲的傳入。
- 1550年：葡萄牙船第一次進港平戶。
- 1552年：葡萄牙傳教士阿魯梅達（Luís de Almeida）來日。
- 1561年：平戶發生宮前事件。
- 1562年：葡萄牙船離開平戶，大村純忠應葡萄牙人的要求將横瀬浦開港。有馬義貞（大村純忠之兄）將口之津作為貿易港開港。
- 1563年：7月6日3艘葡萄牙船進港橫瀨浦。葡萄牙傳教士弗洛伊斯來日。横瀬浦被後藤貴明（純忠的義弟）襲擊、燒燬。
- 1564年：葡萄牙船自橫瀨浦返回平戶。
- 1565年：葡萄牙船離開平戶前往大村領的福田港。福田港開港。
- 1570年：大村純忠同意長崎開港。
- 1575年：長篠之戰，鐵砲隊的威力發揮。
- 1576年：京都南蠻寺建立。
- 1580年：大村純忠將領地內的長崎獻給耶穌會。
- 1582年：天正遣歐少年使節從長崎港起航。
- 1585年：遣歐使節謁見羅馬教皇。
- 1589年：豐臣秀吉取締耶蘇教、放逐宣教師至長崎、京都南蠻寺燒毀。
- 1590年：7月21日天正遣歐少年使節歸來長崎。
- 1596年：西班牙船聖·菲力號（San Felipe）漂流至土佐浦戶（聖·菲力號事件）。
- 1597年：日本二十六聖人殉教。
- 1598年：豐臣秀吉病歿。
- 1600年：關原合戰。荷蘭船Liefde號漂至豐後。英國人威廉·亞當斯來日。
- 1605年：長崎成為幕府的直轄地（天領）。
- 1609年：2艘荷蘭船進港平戶。平戶設置荷蘭商館。西班牙船聖法蘭西斯可號（San Francisco）遇上颱風漂流至上總。
- 1610年：1月葡萄牙船Madre de Deus號在長崎被有馬晴信攻撃沈没。德川家康派遣京都商人田中勝介到新西班牙。
- 1612年：岡本大八事件、9月幕府發布天主教禁教令。
- 1613年：伊達政宗派遣家臣支倉常長前往羅馬。從奥州月之浦（今石卷市）出帆。英國船第一次進港平戶。平戸設置英國商館。
- 1615年：支倉常長謁見羅馬教皇。
- 1616年：6月1日德川家康病歿。9月18日幕府禁止基督教，限定唐船以外的外國船只能到平戸、長崎。
- 1620年：9月22日支倉常長經馬尼拉回國。
- 1622年：元和大殉教。
- 1623年：平戶英國商館關閉。
- 1624年：禁止西班牙船來航。
- 1628年：7月幕府關閉平戶荷蘭商館、船扣留（濱田彌兵衛事件），來航的葡萄牙船也被扣留。
- 1632年：日荷貿易恢復。
- 1634年：德川家光命令在長崎出島築造葡萄牙人收容所。
- 1635年：7月幕府發布鎖國令，禁止日本人出入國。限制唐船只能到長崎。
- 1636年：長崎出島完成。強制收容葡萄牙人家族。10月德川家光放逐287個混血兒到澳門。
- 1637年：爆發島原之亂。
- 1638年：島原之亂平定。
- 1639年：禁止葡萄牙船來航。英國、荷蘭人的妻子遭放逐到巴達維亞。
- 1641年：平戶荷蘭商館轉移到長崎出島。